# غول إبو شمر (السدة)

تعديل مصدري - تعديل

غول أبو شمر محلة تابعة لقرية الحقلين، التابعة لعزلة جبل عصام بمديرية السدة إحدى مديريات محافظة إب في الجمهورية اليمنية.، بلغ تعداد سكانها 327 حسب تعداد اليمن لعام 2004.